# Jezioro Tyberiadzkie

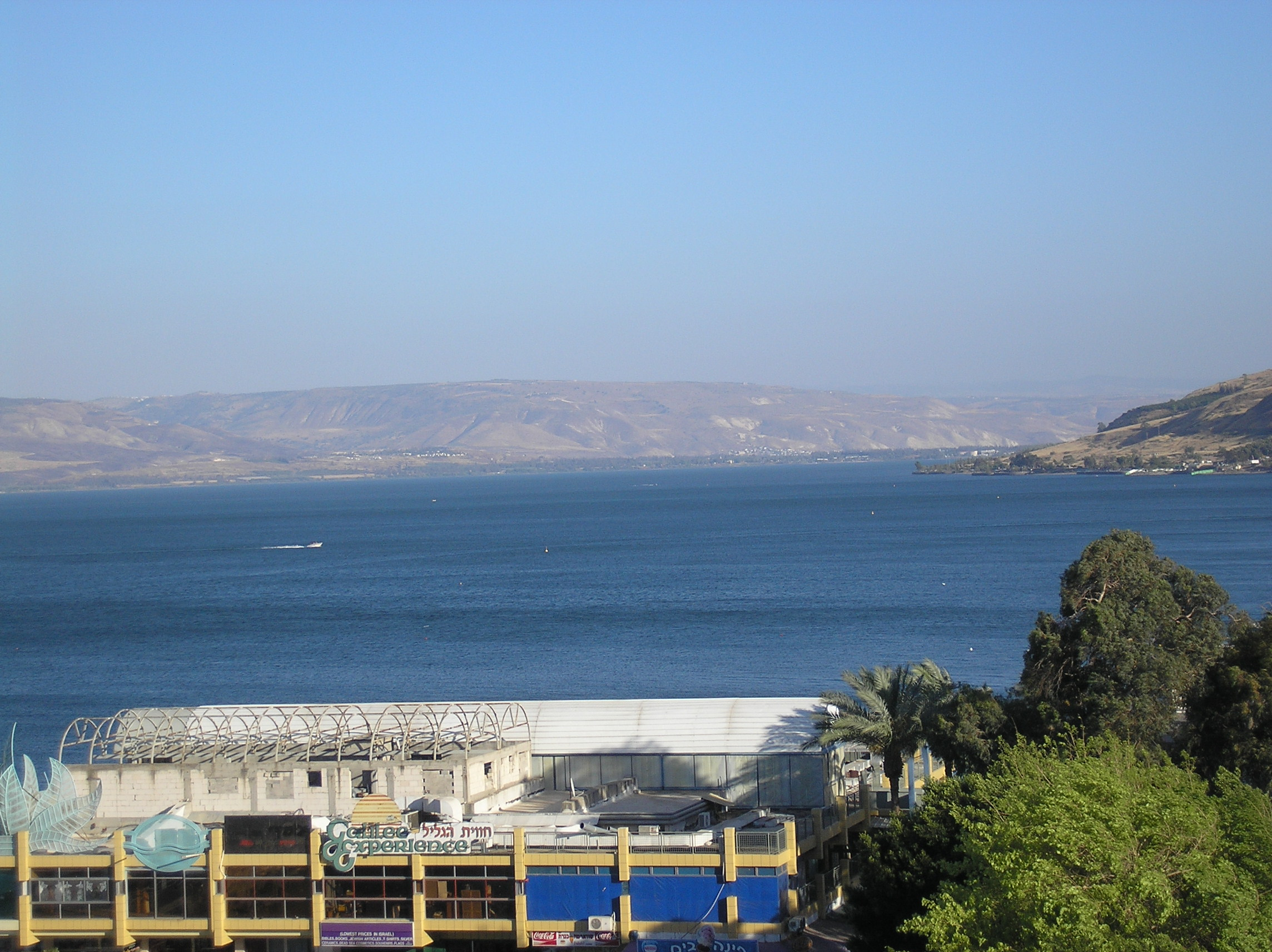
Widok od strony Tyberiady

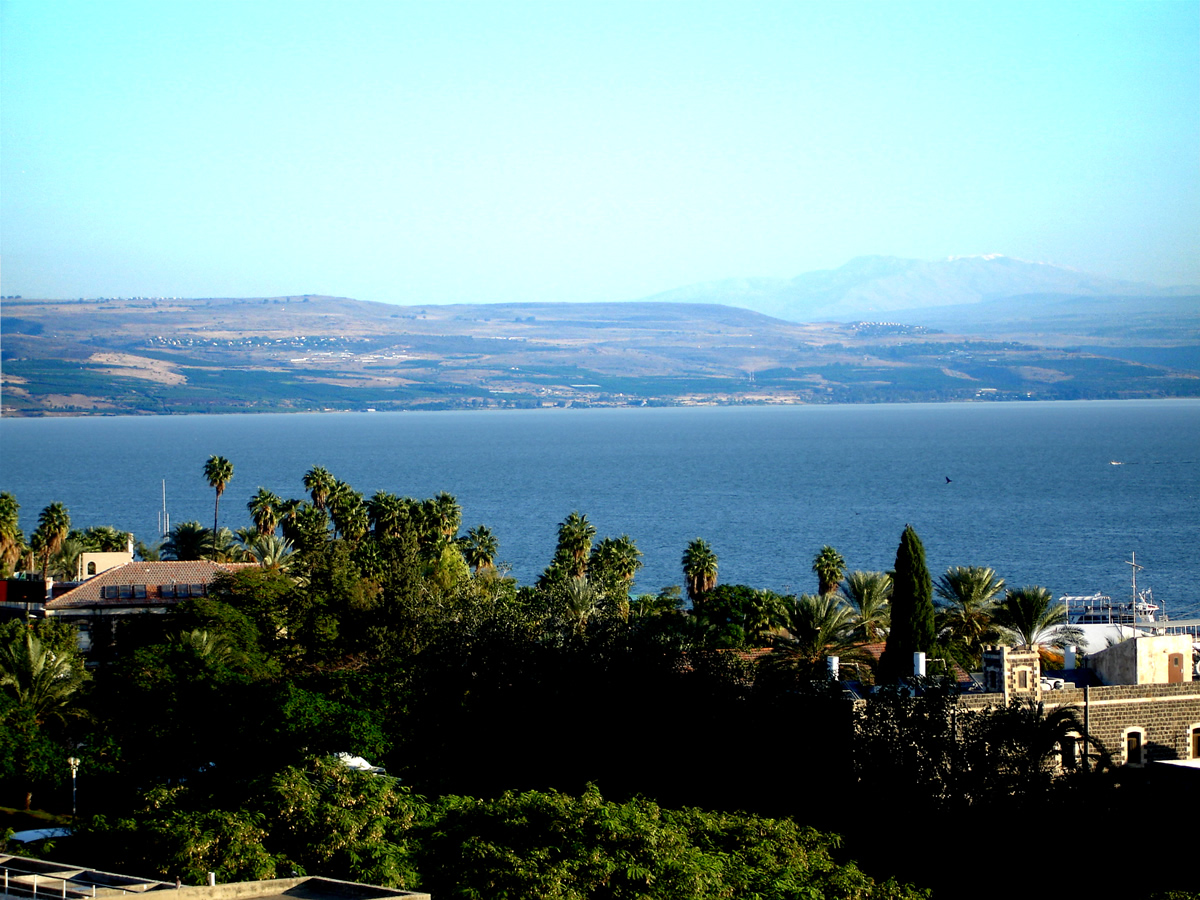
Widok w kierunku góry Hermon

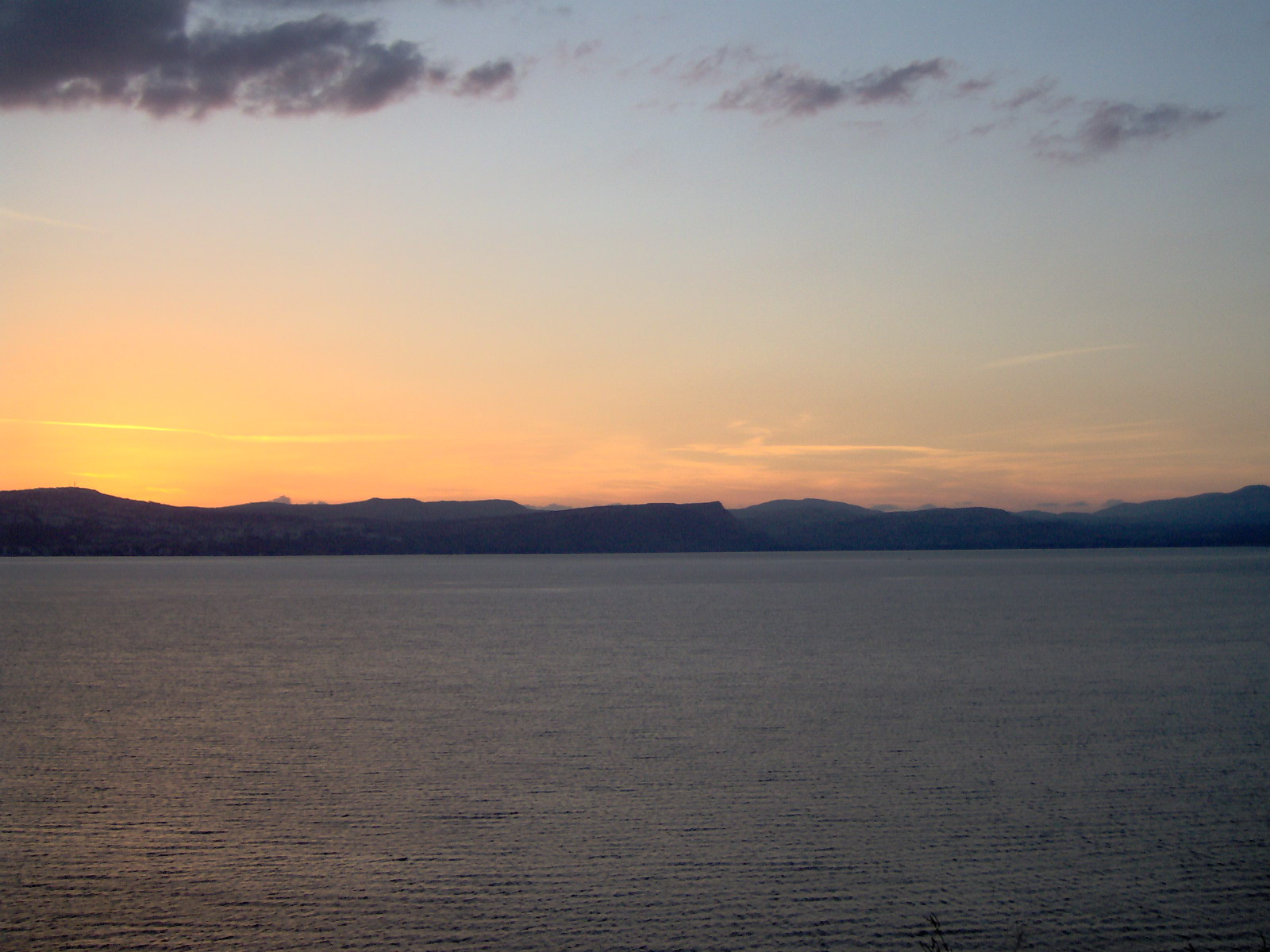
Jezioro Tyberiadzkie

Jezioro Tyberiadzkie, Jezioro Galilejskie, Genezaret (hebr. ‏יָם כִּנֶּרֶת‎, Jam Kinneret; arab. ‏بحيرة طبريا‎, Buhajrat Tabarijja) – największe jezioro słodkowodne Izraela, położone na północy kraju w Galilei. Czasem nazywane Morzem Galilejskim, jednak w rzeczywistości jest to jezioro przepływowe, przez które przepływa rzeka Jordan stanowiąca wraz z jeziorem podstawowe źródło wody dla Izraela. System wodnych rurociągów transportuje wodę z północy kraju na południe z Jeziora Tyberiadzkiego aż na pustynię Negew.

## Nazwa
Bardzo często Jezioro Tyberiadzkie jest nazywane jeziorem Genezaret albo Jeziorem Galilejskim, czasami Morzem Galilejskim. We współczesnym języku hebrajskim jest znane pod swoją biblijną nazwą: morze Kinneret (hebr. ‏יָם כִּנֶּרֶת‎, Jam Kinneret).
Nazwa Galilea odnosi się do regionu Galilei, w której jest geograficznie położone. Natomiast nazwa Kinneret prawdopodobnie pochodzi od hebrajskiego słowa kinnor (harfa albo lira) i odnosi się do kształtu jeziora. Religijne teksty chrześcijańskie i teksty biblijne nazywają je jeziorem Genezaret, co odnosi się do małej żyznej równiny położonej po zachodniej stronie jeziora.
Arabowie nazywają jezioro Buhajrat Tabarijja (‏بحيرة طبريا‎), co oznacza Jezioro Tyberiadzkie, od nazwy miasta Tyberiada.

## Dane geograficzne
Jezioro ma obwód około 53 km, długość 21 km i szerokość 13 km. Całkowita powierzchnia jeziora wynosi 166 km², maksymalna głębokość 43 m. Jest to najniżej położone jezioro słodkowodne na Ziemi (209 m p.p.m.).
Znajduje się ono w depresji, w tak zwanej dolinie ryftowej, 213 m p.p.m. Tektoniczny Rów Jordanu powstał w wyniku rozdzielenia się płyt tektonicznych afrykańskiej i arabskiej. Cały obszar podlega częstym trzęsieniom ziemi, a w przeszłości był to obszar aktywności wulkanicznej. Świadczą o tym liczne skały bazaltowe i magmowe. Powstałe w tym miejscu jezioro, z wyjątkiem części południowej i północno-wschodniej, jest otoczone stromymi zboczami, które wznoszą się na wysokość około 200 m n.p.m. po stronie zachodniej i 300 m po stronie wschodniej. Jest zasilane licznymi małymi strumieniami, jednak jej głównym źródłem wody jest rzeka Jordan, która wpada do jeziora w jego północnym krańcu, a wypada w południowym.
Z uwagi na niskie położenie w tym rejonie jest zazwyczaj bardzo ciepło, zarówno latem, jak i w zimie. Podczas gorącego lata temperatura wody dochodzi nawet do 33 °C. Jednak niskie położenie i otoczenie wysokich wzgórz powodują, że nad jeziorem pojawiają się nagłe i gwałtowne burze.
Nad jeziorem leży miasto Tyberiada. Na północy znajduje się interesujący region Tabga i wykopaliska archeologiczne w Korozain, Kafarnaum oraz w Betsaidzie. Na południowym krańcu jeziora znajduje się pierwszy kibuc Deganja Alef, założony w 1910 roku.

## Informacje hydrologiczne
Jezioro Tyberiadzkie jest zasilane przez rzekę Jordan, która w górnym swoim biegu jest zasilana przez trzy strumienie: Hasbani spływający z gór Libanu (średni roczny przepływ wody 125 mln m³/rok), Banjas spływający ze Wzgórz Golan (średni roczny przepływ wody 125 mln m³/rok) oraz Dan spływający z góry Hermon (średni roczny przepływ wody 250 mln m³/rok). Dodatkowo, małe górskie strumienie spływające z Górnej Galilei (średni roczny przepływ wody 140 mln m³/rok) zasilają rzekę Jordan, która przepływając przez Dolinę Hula pozostawia w systemie irygacyjnym 100 mln m³/rok. W rezultacie do Jeziora Tyberiadzkiego dociera 540 mln m³ wody/rok.
Dodatkowo do jeziora dochodzą wiosenne okresowe strumienie (65 mln m³/rok), opady atmosferyczne (65 mln m³/rok) oraz lokalne dopływy (70 mln m³/rok). Daje to razem przyrost o 740 mln m³ wody/rok.
Z Jeziora Tyberiadzkiego po stronie południowej wypływa rzeka Jordan (70 mln m³ wody/rok). Krajowy system wodny zabiera 500 mln m³ wody/rok, a parowanie 270 mln m³ wody/rok.
| głębokość w m | I    | II   | III  | IV   | V    | VI   | VII  | VIII | IX   | X    | XI   | XII  |
| ------------- | ---- | ---- | ---- | ---- | ---- | ---- | ---- | ---- | ---- | ---- | ---- | ---- |
| 0             | 15,7 | 14,7 | 16,0 | 19,4 | 23,2 | 26,7 | 27,9 | 28,6 | 28,4 | 26,3 | 22,3 | 18,0 |
| 5             | 15,7 | 14,7 | 15,4 | 18,7 | 22,6 | 25,9 | 27,4 | 28,3 | 28,2 | 26,2 | 22,3 | 18,0 |
| 10            | 15,7 | 14,7 | 15,0 | 17,7 | 21,5 | 24,7 | 27,1 | 28,1 | 28,1 | 26,2 | 22,3 | 18,0 |
| 15            | 15,7 | 14,6 | 14,7 | 16,7 | 19,2 | 21,5 | 24,6 | 26,5 | 27,3 | 26,0 | 22,3 | 18,0 |
| 20            | 15,7 | 14,6 | 14,5 | 15,9 | 17,4 | 17,4 | 17,7 | 18,6 | 20,3 | 21,8 | 20,8 | 17,6 |

| głębokość w m | I   | II  | III | IV  | V   | VI  | VII | VIII | IX  | X   | XI  | XII |
| ------------- | --- | --- | --- | --- | --- | --- | --- | ---- | --- | --- | --- | --- |
| 0-12          | 8,0 | 8,3 | 8,6 | 8,7 | 8,8 | 8,9 | 8,7 | 8,6  | 8,6 | 8,5 | 8,3 | 8,0 |
| 12-22         | 8,0 | 8,1 | 8,1 | 7,9 | 7,9 | 8,0 | 8,0 | 7,9  | 7,9 | 7,9 | 7,9 | 8,0 |
| 22-32         | 7,9 | 8,1 | 8,0 | 7,7 | 7,7 | 7,6 | 7,6 | 7,5  | 7,5 | 7,5 | 7,7 | 7,7 |

## Zanieczyszczenie
Od 2000 roku przeprowadzane są rutynowe pomiary dopływu substancji toksycznych do Jeziora Tyberiadzkiego. Pomiary wykazały dopływ związków chemicznych stosowanych w rolnictwie (pestycydy), jednak nie zaobserwowano odkładania się jakichkolwiek osadów pestycydów w jeziorze.
W ostatnich latach doszło do kilku przypadków otrucia ryb. Dochodzenia wykazały, że przyczyną ich było przypadkowe zanieczyszczenie wód dopływowych jeziora różnymi związkami chemicznymi, powstałymi na przykład w wyniku mycia cystern. Realizowane projekty ochrony środowiska zmierzają do nieustannego podnoszenia świadomości tego problemu. Wszystkie nadbrzeżne osady ludzkie posiadają systemy kanalizacji i prawie wszystkie mają stacje oczyszczania wody (90%). Wody Jeziora Tyberiadzkiego są czyste.

## Historia

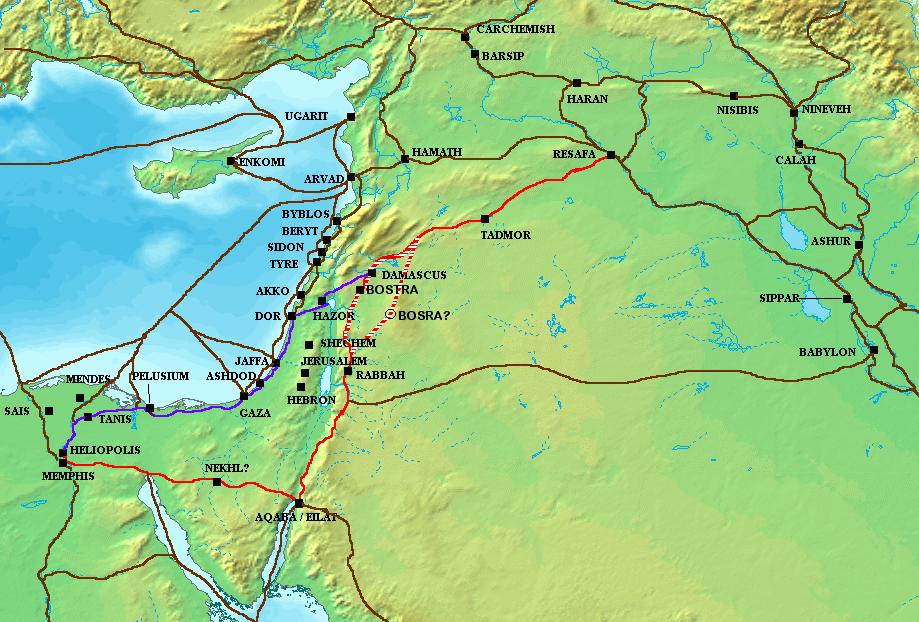
Starożytny szlak handlowy Via Maris przebiegający przez okolice Jeziora Tyberiadzkiego

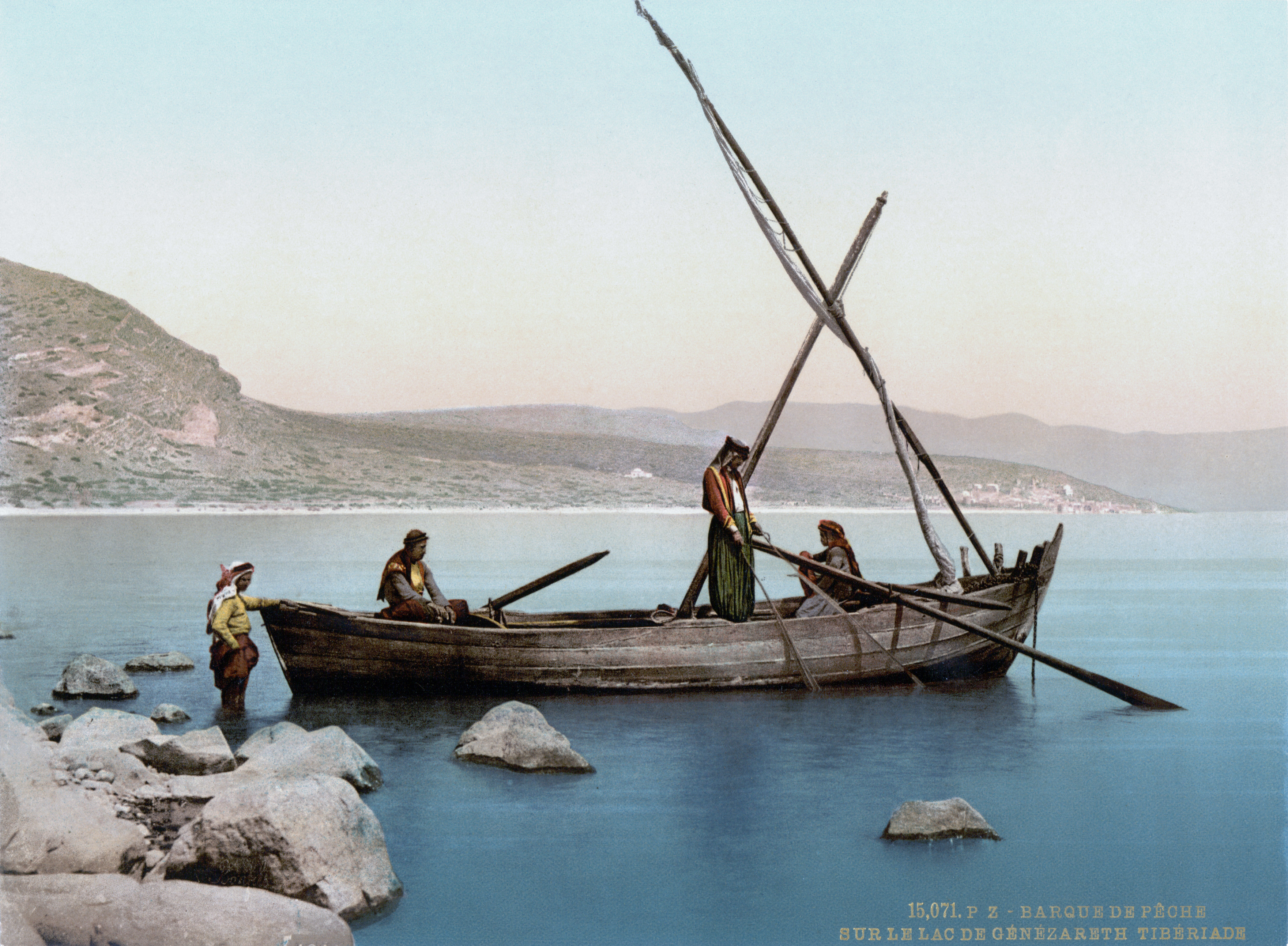
Rybacy na Jeziorze Tyberiadzkim – 1890–1900

Na brzegach Jeziora Tyberiadzkiego, koło miejscowości Tabgha, odnaleziono szczątki człowieka neandertalskiego.
W czasach starożytnych w rejonie jeziora przebiegał ważny szlak handlowy Via Maris, który łączył starożytny Egipt z imperiami położonymi na północy. Grecy, Machabeusze i Rzymianie założyli nad jeziorem liczne miasta, takie jak: Gadara, Tyberiada i Hippos. Żydowski historyk Józef Flawiusz opisał dobrze prosperujące rybactwo z 230 łodziami regularnie łowiącymi ryby na jeziorze.
Większość z apostołów Jezusa Chrystusa pochodziła z rybackich miejscowości położonych nad Jeziorem Tyberiadzkim. W tamtych czasach istniało tam wiele osad połączonych z sobą drogami i powiązaniami handlowymi. W ogólny sposób Ewangelia Marka 1:14-20, Ewangelia Mateusza 4:18-22 i Ewangelia Łukasza 5:1-11 opisują sposób powołania przez Jezusa swoich apostołów nad brzegami jeziora – Szymon i jego brat Andrzej oraz bracia Jakub i Jan byli rybakami. Najsłynniejsze kazanie na górze również było wygłoszone nad jeziorem, tak jak i liczne dokonywane przez Jezusa cuda i uzdrowienia chorych. To właśnie z tych powodów Jezioro Tyberiadzkie ma duże znaczenie dla chrześcijan.
Po żydowskim powstaniu przeciwko Rzymianom w 135 wszyscy Żydzi zostali usunięci z Jerozolimy. To właśnie wtedy nowym centrum żydowskiej kultury i nauki stał się region Jeziora Tyberiadzkiego, w szczególności miasto Tyberiada. Spisano tutaj treść Talmudu Palestyńskiego.
W okresie panowania Bizancjum jezioro stało się ważnym punktem dla przybywających do Palestyny chrześcijańskich pielgrzymów. Do ich obsługi powstały tutaj liczne gospody z miejscami noclegowymi. W 634 arabski kalif Umar ibn al-Chattab zdobył Palestynę. Arabowie nie przywiązywali wagi do miejsc kultu chrześcijańskiego i utrudniali pielgrzymowanie do takich miejsc położonych nad Jeziorem Tyberiadzkim. Jednak znaczenie jeziora nie podupadło, gdyż na początku VIII wieku stało się ono popularnym miejscem spędzania zimy.
W latach 1099–1291 Palestyna znajdowała się pod panowaniem krzyżowców, którzy około 1140 wybudowali w pobliżu twierdzę Belvoir. W 1187 roku Saladyn pokonał krzyżowców w bitwie pod Hittin, w dużej mierze dzięki temu, że odciął chrześcijańskie wojska od pitnej wody Jeziora Tyberiadzkiego.
W 1250 władzę nad Palestyną objęli Mamelucy, a w 1517 Turcy osmańscy. W tym czasie znaczenie jeziora podupadło, a większość nadbrzeżnych osad opustoszało. Jedynie Tyberiada utrzymywała swoje znaczenie i rozwijała się jako ośrodek rybołówstwa i handlu.

### Czasy współczesne
W 1909 żydowscy pionierzy założyli swoją pierwszą osadę w rejonie jeziora – był to kibuc Kewucat Kinneret. Później pionierzy z Kinneret założyli kibuc Deganja Alef, który stał się chlubą całego ruchu syjonistycznego.
Podczas I wojny światowej cała Palestyna została zajęta przez wojska brytyjskie. W 1920 utworzono Brytyjski Mandat Palestyny, w skład którego wchodziło Jezioro Tyberiadzkie. W 1923 Brytyjczycy zawarli porozumienie z Francuzami o zmianie granic pomiędzy Francuskim Mandatem Syrii a Brytyjskim Mandatem Palestyny. Brytyjczycy oddali wzgórza Golan w zamian za północną część Doliny Jordanu. W ten sposób granica przesunęła się na północno-wschodni brzeg Jeziora Tyberiadzkiego.
W 1947 roku ONZ podjęła decyzję o podziale Palestyny. Według tego planu jezioro miało znaleźć się w państwie izraelskim. Podczas wojny domowej w Palestynie w całej okolicy jeziora doszło do licznych starć żydowskich milicji z miejscowymi Arabami. Od 1948 jezioro należy do Izraela.

## Gospodarka

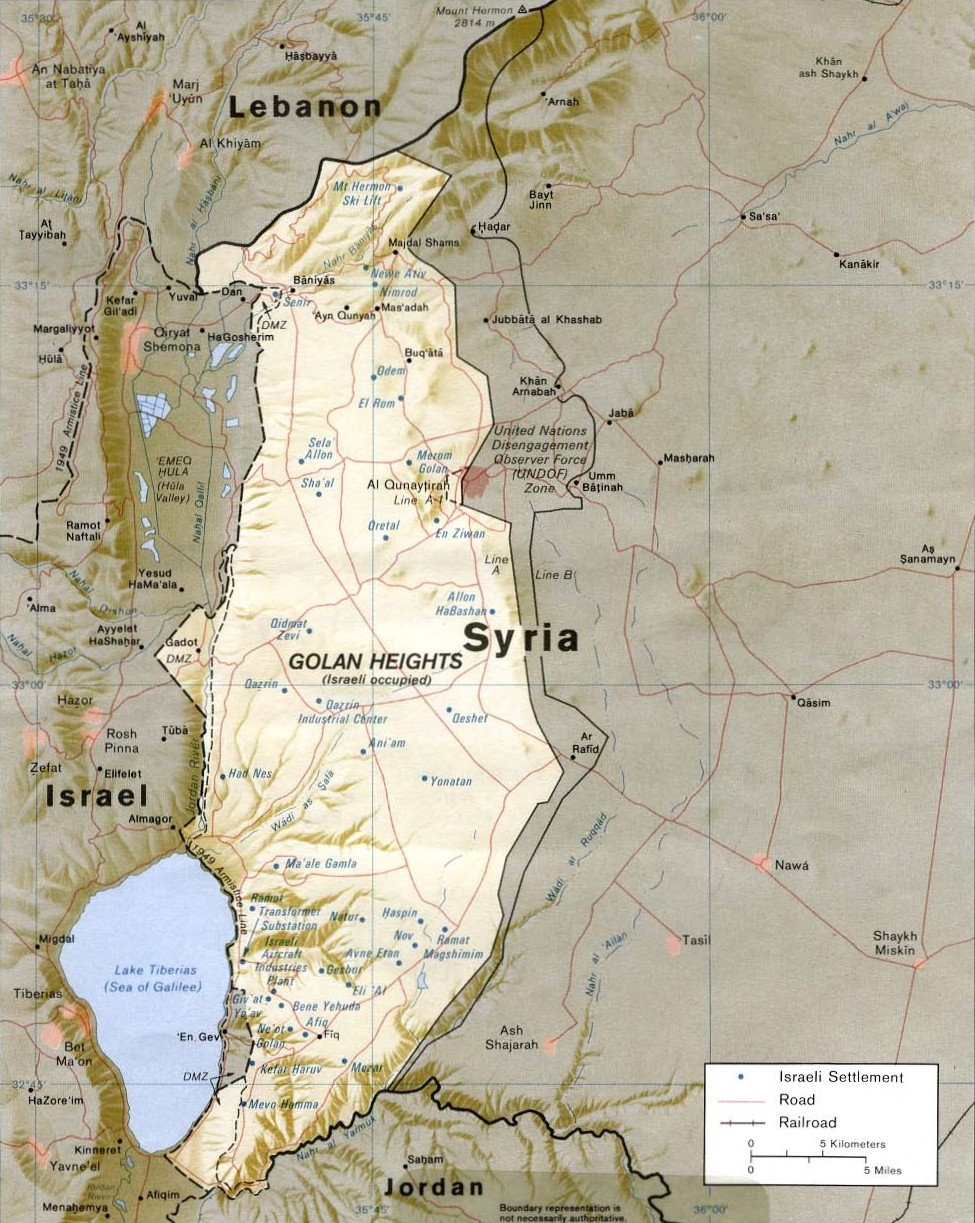
Mapa polityczna regionu Jeziora Tyberiadzkiego

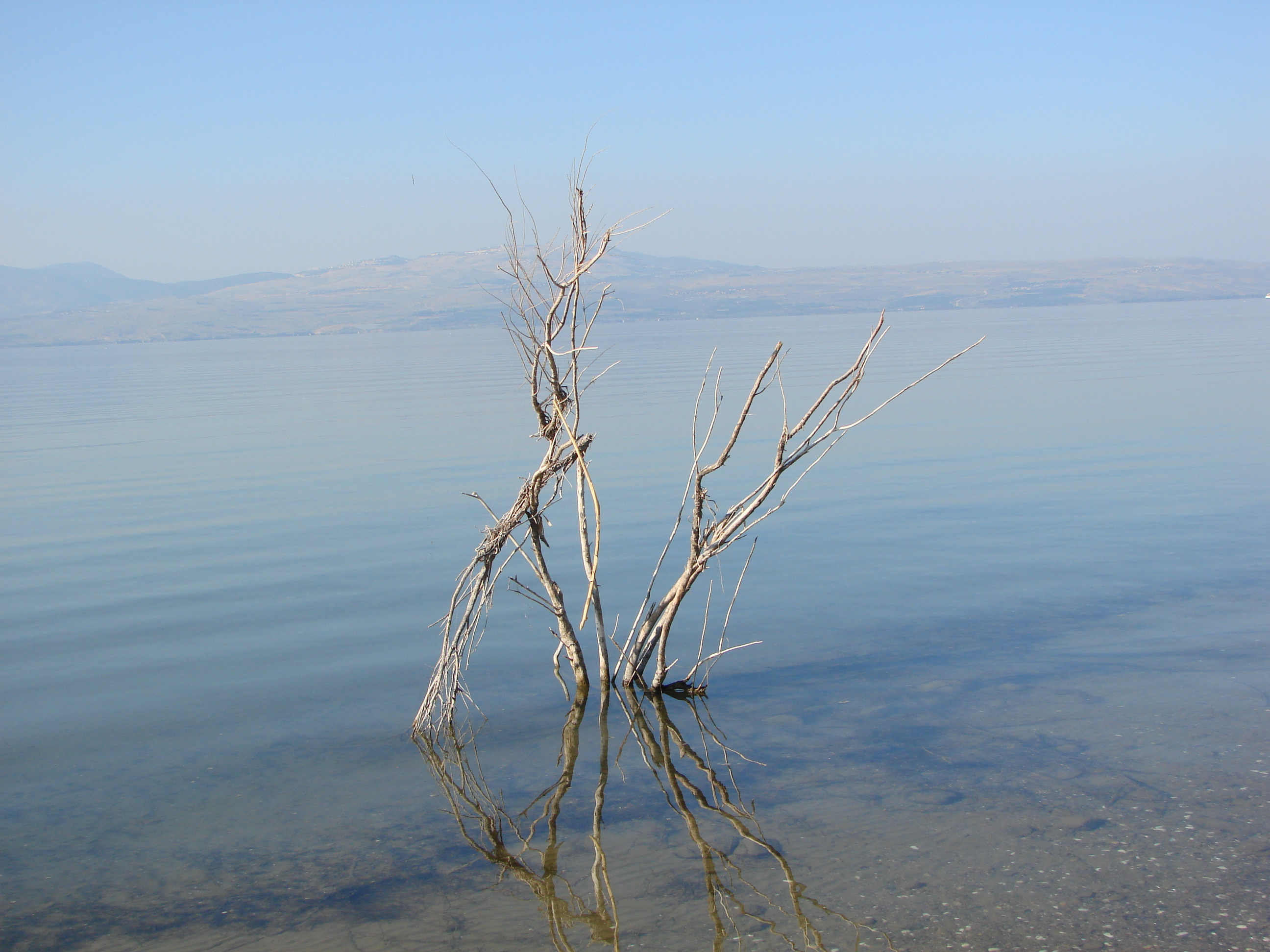
Jezioro Tyberiadzkie

W 1964 Izrael wybudował krajowy system wodny doprowadzający wodę z Jeziora Tyberiadzkiego do siedzib ludności na południu kraju. Woda jest doprowadzana także na Zachodni Brzeg i do Jordanii (warunki traktatu pokojowego izraelsko-jordańskiego). W ten sposób jezioro stało się głównym zbiornikiem wody pitnej dla całego regionu. Rosnące zapotrzebowanie na wodę i kolejne bezdeszczowe zimy powodują jednak zmniejszanie się ilości wody, która czasami spada do niebezpiecznie niskiego poziomu. Jest to źródłem dużego zaniepokojenia w Izraelu. Ten największy rezerwuar wody pitnej w regionie jest punktem zapalnym licznych sporów pomiędzy Syrią, Libanem i Izraelem. Szczególnie mocno o prawo korzystania z wody jeziora upomina się Syria, dążąca do odzyskania wzgórz Golan.
Obecnie turystyka jest najważniejszą gałęzią gospodarki w rejonie jeziora. Cała okolica jest bardzo popularnym miejscem wypoczynku. Wybudowano tu liczne ośrodki wypoczynkowe. Szczególnie atrakcyjne dla turystów jest miasto Tyberiada, które każdego roku odwiedza ponad milion osób z całego świata. W rejonie Tyberiady występują gorące źródła wód mineralnych, w których występuje radon. Inne osady położone nad brzegami jeziora wyspecjalizowały się w rybołówstwie lub rolnictwie, szczególnie w uprawach bananów.

## Fauna i flora
Spośród makrofitów zanurzonych największą rolę odgrywa wywłócznik kłosowy i jezierza morska. Wody jeziora cechują się dużym bogactwem gatunkowym ryb. Odławia się tutaj cefale, Barbus longiceps, Acanthobrama terraesanctae, tilapie galilejskie (Sarotherodon galilaeus) i złote, które są lepiej znane pod nazwą ryby św. Piotra. Na brzegach akwenu wśród szuwarów trzciny pospolitej i lasecznicy trzcinowatej żyją licznie: mewy, perkozy, pelikany i inne gatunki ptactwa. O czystości wody najlepiej świadczy obfitość występowania żółwi, raków rzecznych i innych skorupiaków. Okoliczne zbocza przez połowę roku są nagie i przypominają step, jednak wiosną rozkwitają podzwrotnikową roślinnością. Na okolicznych łąkach rozkwitają oleandry. W okolicy znajdują się liczne plantacje bananów, awokado i innych owoców.
W kibucu Dan znajduje się centrum przyrodnicze, w którym zgromadzono eksponaty fauny i flory z całej Galilei. Audiowizualne prezentacje dają możliwość poznania najbardziej charakterystycznych naturalnych cech regionu.

## Instytucje prawne
Zagadnienia związane z gospodarką wodną Jeziora Tyberiadzkiego reguluje Prawo Wody z 1959 roku. Odpowiedzialnymi za realizację i egzekwowanie prawa są: Komisarz Wody, Minister Rolnictwa, Kinneret Authority (utworzony w 1972). Lokalne władze samorządowe odpowiedzialne są za kontrolowanie jakości wody w dopływach oraz w jeziorze. Wsparcie naukowe udziela The Yogal Alon Kinneret Limnological Laboratory of the Israel Oceanograghic and Limnological Research Ltd. utworzone w 1968 przez Ministerstwo Energii i Infrastruktury oraz International Centre for Warm Freshwater Research – utworzone w 1987. Dodatkowe wsparcie instytucjonalne zapewnia Mekorot Water Company utworzone w 1964.

## Znaleziska archeologiczne
W lecie 1986 roku na dnie jeziora w pobliżu Migdal natrafiono na starożytną łódź. Poziom wody jeziora w roku 1985 był rekordowo niski. W rezultacie zwierciadło jeziora drastycznie się obniżyło, odsłaniając dość szeroki pas dna. Dwaj mieszkańcy pobliskiego kibucu Ginnosar, rodzeni bracia, wędrując po terenie poprzednio zalanym wodą, znaleźli trochę starych gwoździ i monet z brązu, oraz owalny zarys pogrążonego w błocie obiektu, który później okazał się łodzią z I w. n.e. o wymiarach 8,2 m długości i 2,3 m szerokości. W pobliżu znaleziono również resztki ceramiki, a w środku łodzi lampkę oliwną. Datowane metodą radiowęglową na okres między 100 p.n.e. a 67 n.e. znalezisko okrzyknięto łodzią Jezusa. W czasie prac restauratorskich wzniesiono wokół łodzi wał, a pod nią samą wydrążono tunele, w których umieszczono podpory z włókna szklanego a wrak zabezpieczono warstwą pianki poliuretanowej. Następnie po przerwaniu wału łódź popłynęła 300 metrów do miejsca, gdzie poddana została zabiegom konserwatorskim, które trwały 14 lat. Następnie osuszona łódź wykonana z 12 gatunków drewna została nasączona syntetycznym woskiem i przewieziona do muzeum Jigal Allona w Ginnosar na równinie Genezaret nad Jeziorem Galilejskim, gdzie udostępniono ją zwiedzającym. Kopia łodzi, zbudowana w Polsce przez szkutników z Pomorza i franciszkanina o. dra Antoniego Dudka z Prudnika, znajduje się nad Lednicą w ośrodku Ogólnopolskich Spotkań Młodych.